# Charles Augustin Sainte-Beuve
Charles Augustin Sainte-Beuve (Boulogne-sur-Mer, 23 de diciembre de 1804-París, 13 de octubre de 1869) fue un crítico literario y escritor francés.
Su método crítico se basaba en el hecho de que la obra de un escritor era siempre el reflejo de su vida y podía ser explicada a través de ella. Se basa en la búsqueda de la intención poética del autor (intencionismo) y de sus cualidades personales (biografismo). Este método fue rechazado por otros críticos. Marcel Proust, en su ensayo Contra Sainte-Beuve, fue el primero que se opuso a este método. La escuela formalista rusa, así como los críticos Curtius y Spitzer, le seguirán.

## Biografía
Huérfano de padre, estudió en el colegio de Boulogne y prosiguió estudiando medicina en París, aunque abandonó pronto estos estudios y entró a los veinte años en el periódico Le Globe.
Traba amistad con Víctor Hugo, con el que asiste a las reuniones del cenáculo de Charles Nodier en la Biblioteca del Arsenal. Mantendrá una aventura sentimental con la esposa de Hugo, Adèle Foucher.
Tras el fracaso de sus intentos de ser novelista, Sainte-Beuve colabora en la Revue contemporaine. Publica varios estudios literarios, el más famoso de los cuales es Port-Royal (1837-1859), su obra maestra, que describe la historia de la Abadía de Port-Royal-des-Champs, que fue cuna del jansenismo, desde sus orígenes hasta el momento en el que fue destruida. Este estudio fue presentado en primer lugar a partir de 1837 como un ciclo de conferencias en la Academia de Lausana y desempeñó un importante papel en la renovación de la historia religiosa.
A diferencia de Hugo, acepta colaborar con el Segundo Imperio en 1852 y ocupa un escaño en el Senado desde 1865 hasta su muerte en 1869.

## Críticas a Sainte-Beuve
Además de las críticas que recibió por su método crítico, se acusa a menudo a Sainte-Beuve de no haber mantenido siempre y en toda circunstancia su lucidez de crítico: alabó a escritores que hoy en día han quedado en el olvido más absoluto y criticó con violencia a artistas de la talla de Charles Baudelaire, Stendhal u Honoré de Balzac.

## Obras
Poesía
- 1829 - Vida, poesías y pensamientos de Joseph Delorme
- 1830 - Las consolaciones
- 1837 - Pensamientos de agosto
- 1843 - Libro de amor
- 1863 - Poesías completas

Novelas y cuentos
- 1835 - Voluptuosidad, novela
- 1839 - Madame de Pontivy
- 1839 - Christel
- El clavo de oro
- 1880 - El péndulo
- Departamento amarillos

Crítica
- 1828 - Cuadro histórico y crítico de la poesía francesa y del teatro francés del Siglo XVI, 2 volúmenes
- 1840-1859 - Port-Royal, 5 volúmenes
- 1844 y 1876-78 - Retratos literarios, 3 volúmenes
- 1846 y 1869-71 - Retratos contemporáneos, 5 volúmenes
- 1844 y 1870 - Retratos de mujeres
- 1851-1881 - Charlas del lunes, 16 volúmenes
- 1863-1870 - Nuevos lunes, 13 volúmenes
- 1874-75 - Primeros lunes, 3 volúmenes
- 1857 - Estudio sobre Virgilio
- 1860 - Chateaubriand et son groupe littéraire, 2 volúmenes
- 1869 - Le général Jomini
- 1870 - Madame Desbordes-Valmore
- 1870 - M. de Talleyrand
- 1872 - P.-J. Proudhon
- 1843-1845 y 1876 - Crónicas parisinas
- 1876 - Los cuadernos de Sainte-Beuve
- 1926 - Mis venenos

Correspondencia
- 1873 - Cartas a la princesa (Mathilde)
- 1877-78 - Correspondencia, 2 volúmenes
- 1880 - Nueva correspondencia
- 1903 - Cartas a Collombet
- 1904 - Correspondencia con M. y Mme Juste Olivier
- 1912 - Cartas a Charles Labitte
- 1948 - Cartas a dos amigas
- Cartas a George Sand
- Cartas a Adèle Courriard